# Maziarnia Spaska
Maziarnia Spaska – grupa domów w Spasie, w obwodzie lwowskim, w rejonie buskim na Ukrainie.

## Położenie
Według Słownika geograficznego Królestwa Polskiego i innych krajów słowiańskich: Maziarnia Spaska to grupa domów w Spasie, pow. Kamionka Strumiłowa.